# Tosana dampieriensis
Tosana dampieriensis là một loài cá biển thuộc chi Tosana trong họ Cá mú. Loài này được mô tả lần đầu tiên vào năm 2021.

## Từ nguyên
Từ định danh dampieriensis được đặt theo tên gọi của khu vực Dampier (từ eo biển Torres trải dài xuống đến quần đảo Houtman Abrolhos), là nơi đầu tiên mà loài cá này được phát hiện (hậu tố ensis trong tiếng Latinh mang nghĩa là "đến từ").

## Phạm vi phân bố và môi trường sống
T. dampieriensis được thu thập bằng tàu lưới rà ở độ sâu khoảng 66–177 m ngoài khơi Tây Úc.

## Mô tả
Chiều dài cơ thể lớn nhất được ghi nhận ở T. dampieriensis là gần 5 cm.
Đầu màu nâu cam với sọc vàng ở sau mắt kéo dài đến nửa trên nắp mang, tiếp tục dọc hai bên lườn đến giữa thân. Mống mắt màu vàng tươi. Thân màu đỏ cam, vùng ngực và hai bên lườn trên vây hậu môn màu hồng tím. Vây lưng màu hồng, vùng rìa có màu vàng, có 2–3 hàng chấm vàng ở phần mềm. Vây hậu môn và vây ngực trong suốt. Vây bụng màu trắng trong. Vây đuôi lõm sâu, màu vàng tươi (nhạt hơn ở phần rìa và phần lõm).
Số gai ở vây lưng: 10; Số tia vây ở vây lưng: 14; Số gai ở vây hậu môn: 3; Số tia vây ở vây hậu môn: 7; Số gai ở vây bụng: 1; Số tia vây ở vây bụng: 5; Số tia vây ở vây ngực: 16–17; Số vảy đường bên: 38–39.